# Above and Beyond
Above and Beyond är en miniserie från 2006 som sändes av Canadian Broadcasting Corporation från den 29 till 30 oktober 2006. Medverkade gjorde bland annat Richard E. Grant, Jonathan Scarfe, Liane Balaban, Allan Hawco, Kenneth Welsh och Jason Priestley. Serien handlar om en operation där man flög flygplan från Nordamerika till Europa under andra världskriget. 

## Rollista
- Richard E. Grant – Don Bennett, tidigare RAF-pilot
- Kenneth Welsh – Lord Beaverbrook, minister för flygplansproduktion
- Joss Ackland – Winston Churchill, Storbritanniens premiärminister
- Peter Messaline –  Archibald Sinclair, statssekreterare
- Jason Priestley – Sir Frederick Banting
- Jonathan Scarfe – Bill Jacobson
- Liane Balaban – Shelagh Emberly
- Allan Hawco – Nathan Burgess
- Peter MacNeill – USAAF General Anderson
- Robert Wisden – Pritchard, RAF-officer

### Fotnoter
1. ↑  Internet Movie Database, IMDb-ID: tt0478834co0047972, läst: 13 augusti 2022.[källa från Wikidata]
2. 1 2  Above and Beyond (på engelska), The Globe and Mail, 28 oktober 2006, läs online.[källa från Wikidata]
3. ↑  hämtat från: engelskspråkiga Wikipedia.[källa från Wikidata]
4. 1 2  About: Above and Beyond (miniseries), DBpedia (på engelska), läs online, läst: 29 april 2020.[källa från Wikidata]